# Prometric
Prometric — американская компания, предоставляющая услуги разработки тестов и автоматизированного тестирования. Prometric управляет сетью из 10000 тестовых центров в более чем 160 странах мира. Prometric принимает экзамены от многих мировых вендоров, в том числе Microsoft, IBM, Apple, Canon, Symantec и др. Штаб-квартира Prometric расположена в Балтиморе, штат Мэриленд, США.

## История
Компания Prometric, как сеть компьютеризированных тестовых центров, была основана в 1990 году компанией  Drake International под именем  Drake Prometric. В 1995 году компания Prometric L.P. была приобретена компанией Sylvan Learning (сумма сделки 44.5 миллиона долларов). Новый владелец переименовал компанию в Sylvan Prometric, а затем продал компании Thomson Corporation в 2000 году. Thomson Corporation объявила о своем желании продать Prometric осенью 2006 года, а компания Educational Testing Service объявила о своих планах приобрести компанию Prometric. 15 октября 2007 года Educational Testing Service (ETS) официально приобрела Prometric у компании Thomson Corporation. В настоящее время компания Prometric является самостоятельной организацией и одновременно дочерней компанией ETS, что позволяет сохранить ETS некоммерческий статус.

## Деятельность
Prometric продает широкий спектр услуг, включая разработку новых тестов, проведение тестирования, а также возможности управления данными. Около 500 клиентов пользуются услугами Prometric в сфере представления тестов и управления тестированием для академических, профессиональных, государственных, корпоративных и информационных рынков технологий.